# Tu saviļņoji mani
«Tu saviļņoji mani» (с латыш. — «Меня ты взволновала») — песня Айнарса Миелавса.

## Характеристики
Песня написана в тональности си минор, длится 3:09, скорость исполнения — 121 BPM.

## Исполнение
Песня неоднократно исполнялась на концертах Айнарса.

## Видеоклип
Видеоклип на песню сделал Алвис Херманис. В видеоклипе участвовал звёздный состав Нового рижского театра. Видеоклип был когда-то весьма популярен и, согласно lsm.lv «до сих пор трогает сердца самых разных зрителей». Актриса Сандра Клявиня, принявшая участие в съёмке клипа, вспоминает: «В то время, когда мы снимали, у меня была температура в 40 градусов, и я спала на скамейках время от времени. <...> Мы снимали во 2-й средней школе и я помню запах — запах столовой и мела — он во всех школах одинаков, и это вызывает волну воспоминаний. Некоторых актёров, что приняли участие в съёмках клипа уже нет, что, конечно, печально».

## Реакция
Новостное издание Delfi назвало Айнарса Миелавса «легендарным музыкантом», а песню — «одним из несчётных хитов, которые будут жить не одно поколение». Илзе Витола из la.lv прокомментировала, что слова песни «врезаются в сознание». Jauns.lv назвал песню «суперхитом». В голосовании, в котором приняли участие более 2000 человек, «Tu saviļņoji mani» была признана самой популярной песней о любви. 28 сентября 2002 года музыкальная программа «Troksnis» подтвердила то, что видеоклип на песню «Tu saviļņoji mani» войдет в топ-20 — крупнейший рейтинг популярности видеоклипов в Латвии, в котором клип на песню Айнарса Миелавса две недели находился на первом месте. В общей сложности видео оставалось в топе 9 недель. «Tu saviļņoji mani» — первый латышский видеоклип, который, соперничая с клипами других звёзд мировой музыки, завоевал высочайшее признание зрителей программы.

## Каверы и версии
Русская версия песни в исполнении Айнарс Миелавс вышла 2 мая 2002 года и была включена в альбом «С чувством Родины во сне».
В 2003 году латвийская а-капельная группа Cosmos выпустила кавер на песню.